# Knickerbocker glory

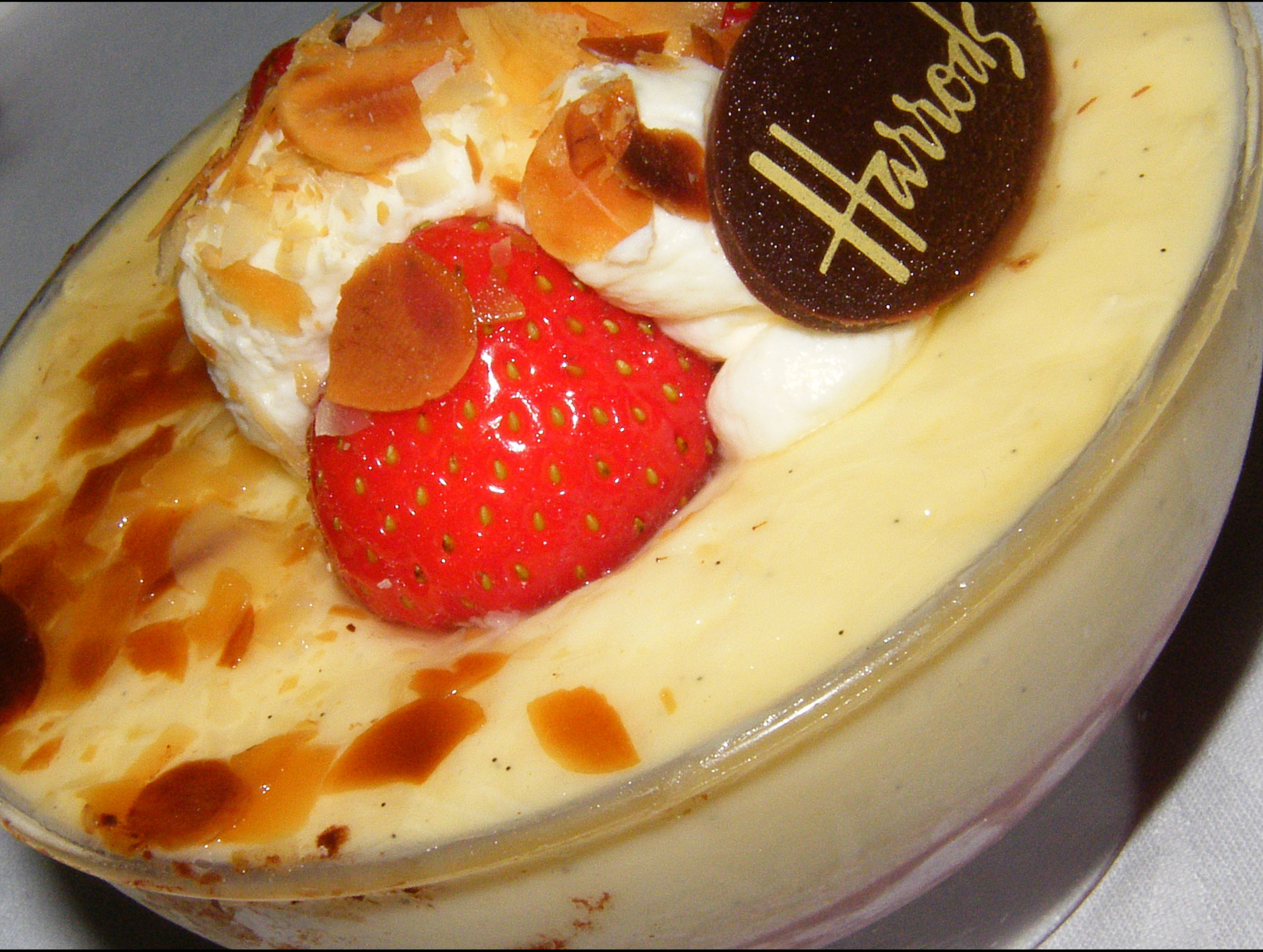
Un knickerbocker glory vendu chez Harrods.

Le knickerbocker glory est une glace très élaborée qui est servie dans un grand verre, en particulier au Royaume-Uni et aux États-Unis.
Le knickerbocker glory a été décrit pour la première fois dans les années 1930. Il contient de la crème glacée, de la gelée, des fruits et de la crème. Il n’y a pas de recette précise mais cette glace est composée le plus souvent de différentes couches garnies de fruits, d’alcool, de meringue, de sirop, de noix, de crème fouettée et d’une cerise.

## Origine du nom
Le nom de knickerbocker glory vient de Knickerbockers, type de pantalon long traditionnellement porté par les jeunes enfants (en particulier par les garçons). Glory reflète la réaction typique d'un enfant auquel on présente un tel dessert.

## Dans la culture populaire
Le knickerbocker glory est mentionné dans : 
- le roman Harry Potter à l'école des sorciers (1997),
- le film Un thé avec Mussolini (2000),
- le roman Winterwood de Patrick McCabe (2006),
- la chanson Knickerbocker de l'album Lightbulbs du groupe anglais Fujiya & Miyagi (2008).
- la chanson “The Blackpool Belle” des Houghton Weavers (2009)
- l'épisode 5 de la 1ère saison de la série Derry Girls créée par Lisa McGee (2018)